# Max Barskih

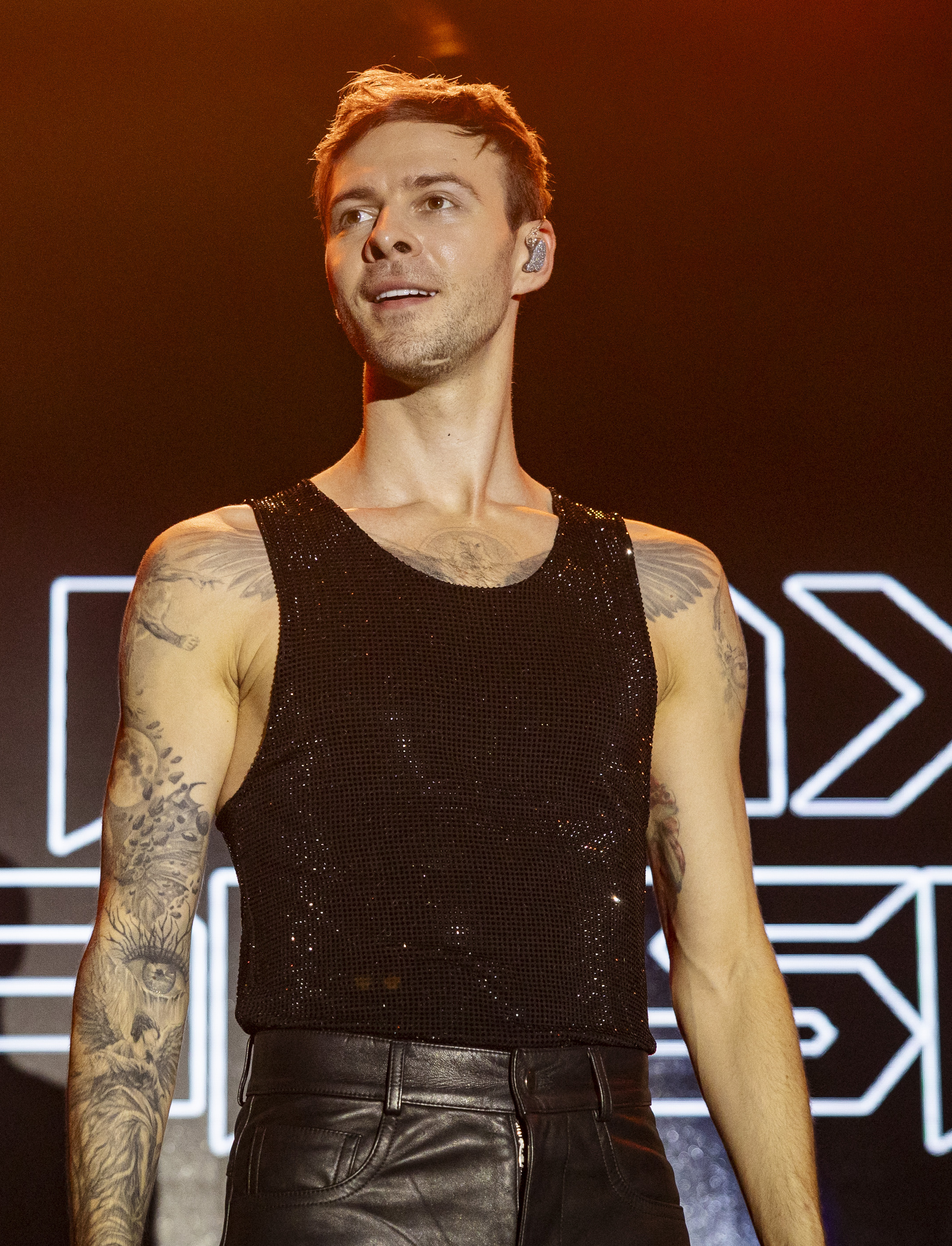
Max Barskih (2024)

Mykola Bortnyk (ukrainisch: Мико́ла Бо́ртник, russisch: Николай Николаевич Бортник, Nikolai Nikolajewitsch Bortnik; * 8. März 1990 in Cherson) ist ein ukrainischer Singer-Songwriter, der unter dem Künstlernamen Max Barskih (bzw. ukrainisch Макс Барских) auftritt.
Seine Musik umfasst die Genres Pop, Dance und Electropop.

## Biografie
Barskih zog nach dem Schulabschluss in die ukrainische Hauptstadt Kiew, wo er sich an einer Akademie in Gesang unterrichten ließ.
2008 trat er zum ersten Mal im ukrainischen Fernsehen bei der Castingshow Fabrika Sirok 2 auf. Später veröffentlichte er sein Debütalbum  1: MAX BARSKIH. 2010 wurde er mit dem MTV Europe Music Award in der Kategorie „Bester Ukrainischer Act“ ausgezeichnet.
Im Jahr 2011 präsentierte Barskih eine 3D-Version seiner Single Lost in Love | Теряю тебя. Außerdem veröffentlichte er das Lied Глаза-убийцы (Glasa-ubijtsi).
2012 beteiligte sich Barskih beim ukrainischen Vorentscheid zum Eurovision Song Contest 2012 in Baku. Er wurde mit seinem Beitrag Dance als Favorit gehandelt, unterlag jedoch seiner Konkurrentin Gaitana, die letztlich mit ihrem Song Be My Guest in Aserbaidschan antrat.
Im Mai 2012 veröffentlichte er sein zweites Studioalbum Z.Dance, das hauptsächlich englischsprachige Songs beinhaltet.
Nach Beginn des russischen Angriffskrieges gegen die Ukraine trat Barskih den Streitkräften der Ukraine bei.

## Diskografie

### Alben
- 2009: 1: MAX BARSKIH
- 2012: Z.Dance
- 2015: По фрейду
- 2016: Туманы
- 2019: 7
- 2020: 1990
- 2023: Зорепад

### Live-Alben
- 2020: С Максом по домам

### EPs
- 2017: Синглы

### Singles (Auswahl)
| - 2009: S.L. - 2009: Пусто (Pusto) - 2009: DVD (mit Natalia Mogilewskaja) - 2010: Агония (Agonija) - 2010: Сердце бьётся (Serdtse Bjotsja) (mit Switlana Loboda) - 2010: Студент (Student) - 2011: Lost In Love \| Теряю тебя (Teraju Tebja) - 2011: Белый ворон (Belij Woron) - 2011: Atoms \| Глаза-убийцы (Glasa-ubijtsi) - 2011: Downtown - 2011: Dance - 2012: Fuck OFF - 2012: Higher - 2012: Ego - 2013: Небо (Nebo) - 2013: Like a Hurricane (mit DJ Antoine, Mad Mark & FlameMakers) - 2014: Хлоп,хлоп,хлоп (Khlop,khlop,khlop) - 2014: Подруга-ночь (Podruga-noch') | - 2015: Freedom to Live - 2016: Туманы - 2016: Займёмся любовью (Zaymomsya lyubov'yu) - 2017: Моя любовь (Moya lyubov') - 2018: Сделай громче (Sdelay gromche) - 2018: Сделай громче (feat. L’One) - 2018: Полураздета (Polurazdeta) - 2018: Вспоминать (Vspominat') - 2018: Берега (Berega) - 2019: Неземная - 2019: Неслучайно (Nesluchayno) - 2019: Лей не жалей (Ley ne zhaley) - 2020: Небо льет дождём (Nebo l'yet dozhdem) - 2020: Двоє (Dvoye) - 2020: Лей не жалей [MB remix] - 2020: По секрету (Po sekretu) - 2021: Bestseller (mit Zivert) - 2022: Буде весна |